# Новочешуйковское сельское поселение
Новочешу́йковское сельское поселение — упразднённое муниципальное образование в центральной части Мглинского района Брянской области. Административный центр — село Новые Чешуйки.
Образовано в результате проведения муниципальной реформы в 2005 году, путём слияния дореформенных Старочешуйковского и Черновицкого сельсоветов.

Законом Брянской области от 8 мая 2019 года  были упразднены Молодьковское, Новочешуйковское и Шумаровское сельские поселения, все  включённые в Краснокосаровское сельское поселение.

## Населённые пункты
| №  | Населённый пункт | Тип     | Население |
| -- | ---------------- | ------- | --------- |
| 1  | Быковка          | деревня | ↘264      |
| 2  | Кабановка        | хутор   | →21       |
| 3  | Киселёвка        | деревня | →13       |
| 4  | Красногорки      | деревня | ↘5        |
| 5  | Новые Чешуйки    | село    | ↘299      |
| 6  | Парфеновка       | деревня | ↗21       |
| 7  | Пугачовка        | посёлок | →14       |
| 8  | Старые Чешуйки   | деревня | ↘41       |
| 9  | Харновка         | деревня | ↘35       |
| 10 | Черновица        | деревня | ↗62       |
| 11 | Черноручье       | деревня | ↗21       |
| 12 | Шабловка         | посёлок | ↘22       |
| 13 | Шимоновский      | хутор   | ↘8        |

Люди, связанные с сельским поселением:
М.Т. Юрченко, завуч по УВР МБОУ Лицея №2 г. Мурманска